# Death Cab for Cutie
Death Cab for Cutie (транскр. Дет кеб фор кјути) америчка је музичка група.

## Чланови

### Садашњи
- Бен Гибард — главни вокал, гитара, клавир
- Ник Хармер — бас-гитара, пратећи вокал
- Џејсон Макгер — бубањ, удараљке
- Дејв Депер — гитара, клавијатуре, пратећи вокал
- Зак Реј — клавијатуре, гитара, пратећи вокал

### Бивши
- Крис Вала — гитара, клавир, клавијатуре, пратећи вокал
- Нејтан Гуд — бубањ, удараљке
- Џејсон Толздорф Ларсон — бубањ, удараљке
- Мајкл Шор — бубањ, удараљке

## Дискографија

### Студијски албуми
- (1998)
- (2000)
- (2001)
- (2003)
- (2005)
- (2008)
- (2011)
- (2015)
- (2018)
- (2022)

### издања
- (2000)
- (2002)
- (2004)
- (2005)
- (2009)
- (2011)
- (2019)

## Награде и номинације
- Награде Греми

| Година | Категорија                        | Номиновано дело | Исход      |
| ------ | --------------------------------- | --------------- | ---------- |
| 2006.  | Најбољи албум алтернативне музике |                 | Номинација |
| 2009.  | Најбољи албум алтернативне музике |                 | Номинација |
| 2010.  | Најбољи албум алтернативне музике |                 | Номинација |
| 2012.  | Најбољи албум алтернативне музике |                 | Номинација |
| 2016.  | Најбољи рок албум                 |                 | Номинација |